# Régiment du maréchal de Turenne
Pour l’article homonyme, voir Régiment de Turenne.
Le régiment du maréchal de Turenne est un régiment d’infanterie du royaume de France créé en 1604.

## Création et différentes dénominations
- 1604 : création du régiment de Lémont
- 17 janvier 1625 : renommé régiment de Turenne
- 26 mai 1626 : licencié
- 27 mars 1630 : retour du régiment de Turenne au service du roi
- 13 août 1675 : renommé régiment de Maine
- 30 décembre 1698 : absorbe les hommes du régiment des fusiliers de Ximenès, créé le 22 août 1695 dans le Roussillon par Joseph, comte de Ximenès[1]
- 15 novembre 1714 : absorbe les hommes des régiments d'Aunay et d'Epinay[2]
- 15 janvier 1715 : absorbe les hommes du régiment du marquis de Valence[2]
- 19 mai 1736 : renommé régiment d’Eu
- 5 août 1775 : renommé régiment de Nivernois
- 22 octobre 1778 : renommé régiment du maréchal de Turenne
- 1er janvier 1791 : renommé 37e régiment d’infanterie de ligne

## Colonels et mestres de camp
Colonels propriétaires
- 1604 : N. de Lémont
- 17 janvier 1625 : Henri de La Tour d’Auvergne de Bouillon, vicomte de Turenne puis maréchal de Turenne, maréchal de camp le 21 juin 1635, lieutenant général des armées du roi le 11 mars 1642, maréchal de France le 16 mai 1643, maréchal général des camps et armées du roi le 5 avril 1660, † 27 juillet 1675
- 13 août 1675 : Louis Auguste de Bourbon, duc du Maine, général des galères le 15 septembre 1688, maréchal de camp le 2 avril 1690, lieutenant général le 3 mai 1692, grand maître de l’artillerie le 10 septembre 1694, † 14 mai 1736
- 19 mai 1736 : Louis Charles de Bourbon, comte d’Eu, fils du précédent, grand maître de l’artillerie le 12 mai 1710, maréchal de camp le 15 juin 1734, lieutenant général des armées du roi le 6 juillet 1735, † 13 juillet 1775

Colonels-lieutenant et colonels
- 14 août 1675 : Roger Brûlart, marquis de Sillery, vicomte de Puysieulx, dit « marquis de Puysieulx », brigadier d’infanterie le 20 août 1672, maréchal de camp le 25 février 1676, lieutenant général des armées du roi le 3 janvier 1696, † 28 mars 1719
- 19 décembre 1679 : Henri d’Harcourt, marquis de Thury, brigadier le 30 mars 1693, † 5 août 1721
- 1er mars 1700 : N., marquis de Sigueyran, tué lors de la bataille d'Ekeren le 30 juin 1703[3].
- 15 juillet 1703 : François Arnauld de Courville, brigadier le 10 février 1704, † 9 mai 1707
- 15 juin 1707 : Alexandre de Belrieux, vicomte de Damartin, marquis de Belrieux, brigadier le 17 mai 1707, maréchal de camp le 8 mars 1718, † octobre 1733
- 15 mars 1718 : Emmery Emmanuel de Thimbrune, marquis de Valence, brigadier le 1er février 1719, † 29 juin 1734
- 11 juillet 1734 : Scipion Louis Joseph de La Garde, marquis de Chambonas, brigadier le 2 mai 1744, † 27 février 1765
- 21 février 1746 : Jean-Baptiste de Castelanne-Saint-Jeurs, comte de Castelanne, 10 février 1759, déclaré maréchal de camp en décembre 1762 par brevet expédié le 25 juillet
- 1er décembre 1762 : Charles Gratien, comte de Bonneguise
- 2 décembre 1778 : Hugues Hyacinthe Timoléon, marquis de Cossé
- 24 avril 1781 : Jean François, marquis de Rochedragon
- 1er mars 1784 : Charles Philibert Marie Gaston de Lévis, comte de Mirepoix
- 25 juillet 1791 : Joachim Robin de Blair de Fressinaux
- 6 janvier 1793 : Bernard Martin Lambron de La Crouzillière

## Historique
Suivant une tradition rapportée par Gabriel Daniel, ce régiment d'infanterie aurait été levé en 1604, par un gentilhomme lorrain appelé « de Lémont », en même
temps que le frère de ce gentilhomme, nommé « de Némond », en levait un autre qui serait devenu par la suite le régiment d'Aquitaine.
- En 1630, le régiment, reconstitué après sa dissolution en 1626, prend part au siège de Casal en Montferrat pendant la guerre de Succession de Mantoue[4].
- En 1634, il participe à la prise du château de Bitche pendant la première occupation de la Lorraine[5].
- Pendant la guerre de Trente Ans, il fait campagne à Heidelberg, Spire, Bingen, Mayence et Deux-Ponts en 1635, Saverne en 1636, Jussey la même année pendant l'invasion de la Franche-Comté, puis en 1637 sur la Meuse[6]. Il fait campagne dans les Pays-Bas espagnols, au siège de Saint-Omer en 1638 et d'Hesdin en 1639[7]. Pendant l'hiver 1639-1640, quelques compagnies sont détachées au maréchal de Gassion pour réprimer la révolte des Nu-pieds en Normandie[8]. Il continue la guerre en Italie, au siège de Turin en 1640, à celui d'Ivrée en 1641[8]. Il revient en Allemagne pour la bataille de Fribourg en 1644, au siège d'Augsbourg en 1646 et à la bataille de Zusmarshausen qui, en 1648, met fin à la guerre contre le Saint-Empire[9].
- En 1649, le maréchal de Turenne entraîne quelques compagnies à Stenay et prend part à la Fronde contre Mazarin tandis que le reste du régiment, commandé par Henri de Lorraine-Harcourt, reprend la guerre franco-espagnole dans les Flandres. Les compagnies du parti des Frondeurs, commandées par le maréchal de Turenne, prennent part à la bataille de Rethel aux côtés des Espagnols et sont pratiquement anéanties[10]. Turenne, ayant fait sa paix avec le roi en 1651, obtient la reconstitution de son régiment et remporte la bataille du faubourg Saint-Antoine en 1652 contre Condé, chef des Frondeurs[11]. Le régiment poursuit la guerre contre les Espagnols aux sièges de Landrecies en 1655, de Valenciennes en 1656, à ceux de Cambrai et Montmédy en 1657, enfin à la bataille des Dunes de 1658 qui oblige l'Espagne à accepter la paix[12].
- En 1664, Louis XIV ayant décidé d'envoyer un secours à l'empereur dans la Guerre austro-turque, le régiment se joint au contingent de Jean de Coligny-Saligny aux côtés des Impériaux. Il contribue à la victoire de Saint-Gothard. Le jeune enseigne Sillery ayant été tué par les Turcs, ce sont les piquiers du régiment qui empêchent les janissaires de s'emparer du drapeau, ce qui leur vaudra, par la suite, le privilège d'escorter seuls l'étendard[13].
- En 1665, le régiment d'Eu fut des 4 000 hommes d'infanterie qui marchèrent, sous les ordres du marquis de Pradel, au secours des États-généraux de Hollande contre Principauté épiscopale de Münster de l'évêque de Münster, Christoph Bernhard von Galen engagés dans la deuxième guerre anglo-néerlandaise. Parti de Mézières le 3 novembre arriva le 10 à Maastricht, et se distingua au siège de Lochem[14].
- En 1675, pendant la guerre de Hollande, le régiment participe la campagne d'Allemagne. Après la mort du maréchal de Turenne, tué à la bataille de Salzbach le 27 juillet, il se replie en deçà du Rhin. Il reçoit le nom et les couleurs du duc de Maine, fils naturel de Louis XIV. Il participe à la défense de Saverne et Haguenau[15]. En 1676, il est engagé au siège de Condé-sur-l'Escaut ; en 1677, au siège de Valenciennes et à celui de Cambrai puis à la bataille de Cassel ; en 1678, aux sièges de Gand et Ypres, et termine sa campagne sur le Rhin[16].
- Pendant la guerre de la ligue d'Augsbourg, le régiment de Maine participe à plusieurs opérations et se distingue au siège de Mayence en 1689 puis à la bataille de Fleurus en 1690. Il participe au bombardement de Bruxelles de 1695[17].
- En 1701, au début de la guerre de succession d'Espagne dans les Pays-Bas espagnols, deux bataillons du régiment du Maine sont envoyés par le maréchal de Boufflers pour défendre la place de Lierre[18].
- En 1703, pendant la guerre de succession d'Espagne dans les Pays-Bas espagnols, le régiment perd 30 officiers à la bataille d'Ekeren ; son colonel, M. de Siguéran, y est tué, et son remplaçant. M. de Courville, blessé et fait prisonnier ; il est libéré peu après par échange[3],[19].
- De 1704 à 1709, le régiment fait campagne en Espagne et Portugal[20] avant de revenir aux Pays-Bas et sur le Rhin de 1709 à 1713, dans la dernière phase de la guerre[2].
- 1734 : bataille de San Pietro
- Lors de la réorganisation des corps d'infanterie français de 1762, le régiment d'Eu conserve ses deux bataillons. 
L'ordonnance arrête également l'habillement et l'équipement du régiment d'Eu comme suit[21]
Habit, revers, veſte et culotte blancs, collet et parements bleus, poche ordinaire avec trois boutons, autant sur la  manche, quatre au revers et autant en dessous; boutons jaunes, forme plate, avec le no 20. Chapeau bordé d'or.

- Le 37e régiment d’infanterie de ligne a fait les campagnes de 1792 à 1794 à l’armée du Rhin.

### Quartiers
- Bayonne[22]

## Personnalités ayant servi au régiment
- François Gaspard, comte de Poly-Saint-Thiébaut alors lieutenant
- François de Touchebœuf mestre de camp du « régiment de Maine » le 1er février 1702.

## Équipement

### Drapeaux
6 drapeaux, dont un blanc colonel, et 5 d’ordonnance « jaunes & rouges par opposition, & croix blanches ».

Drapeau d’ordonnance
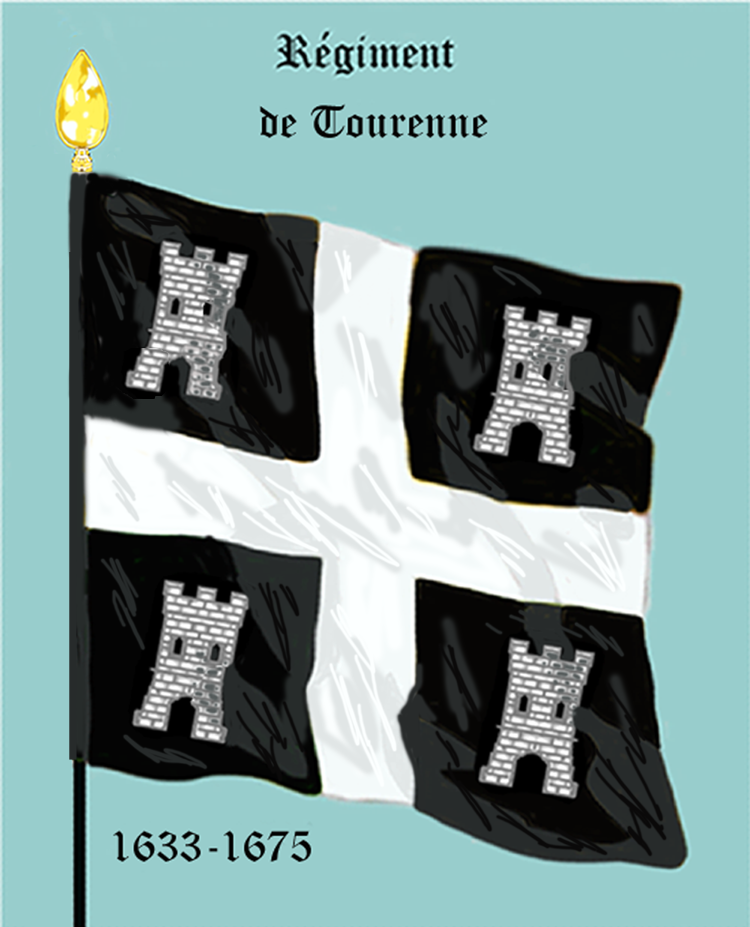
régiment de Turenne de 1633 à 1675
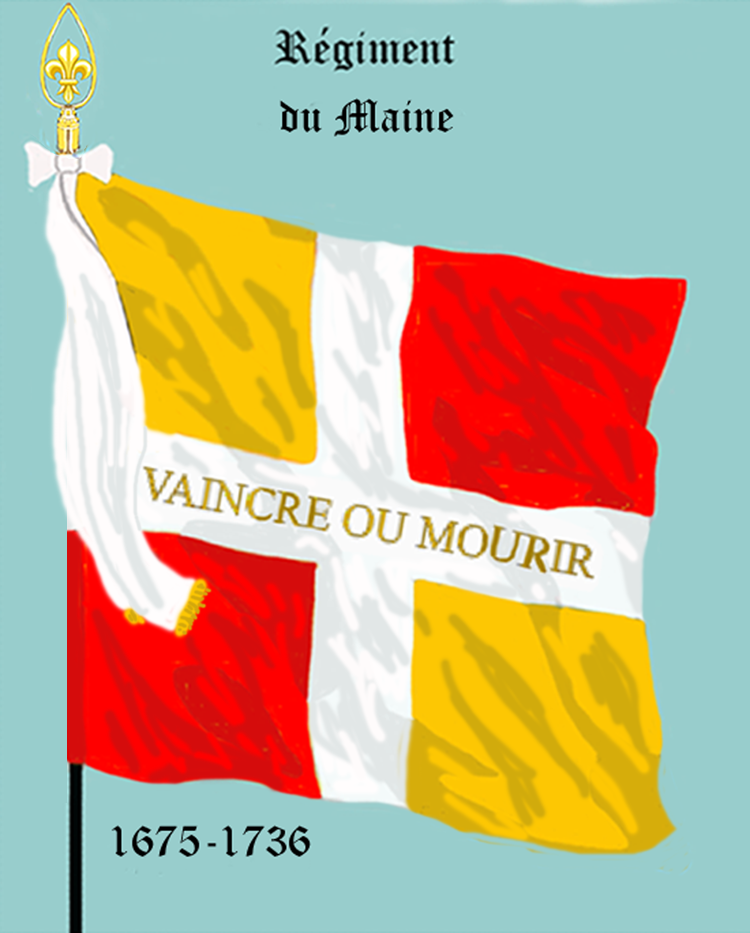
régiment du Maine de 1675 à 1736
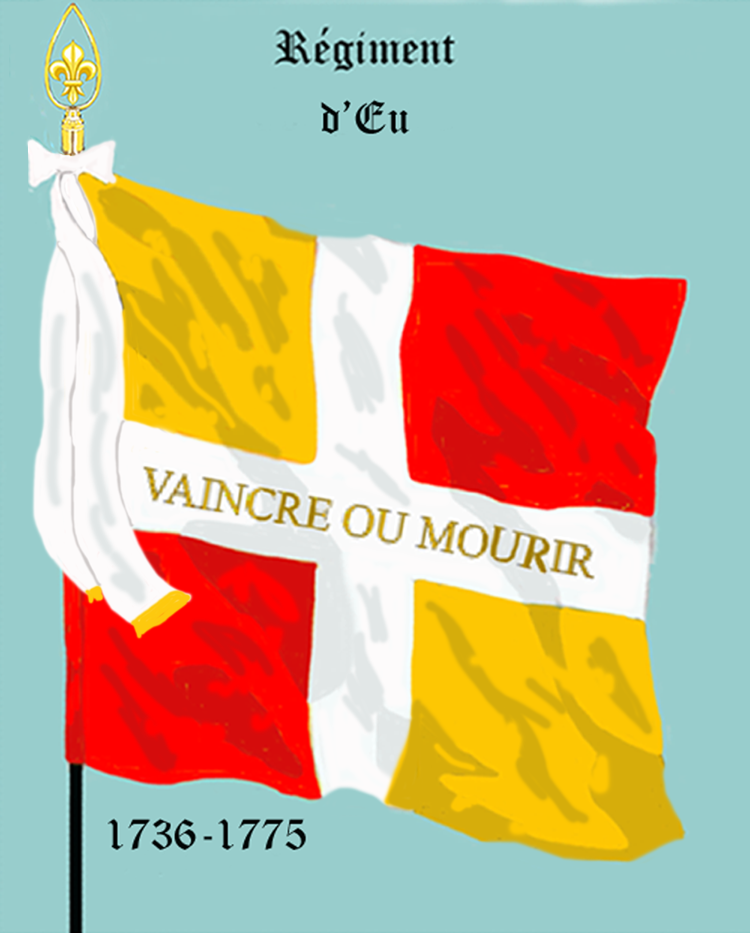
régiment d’Eu de 1736 à 1775
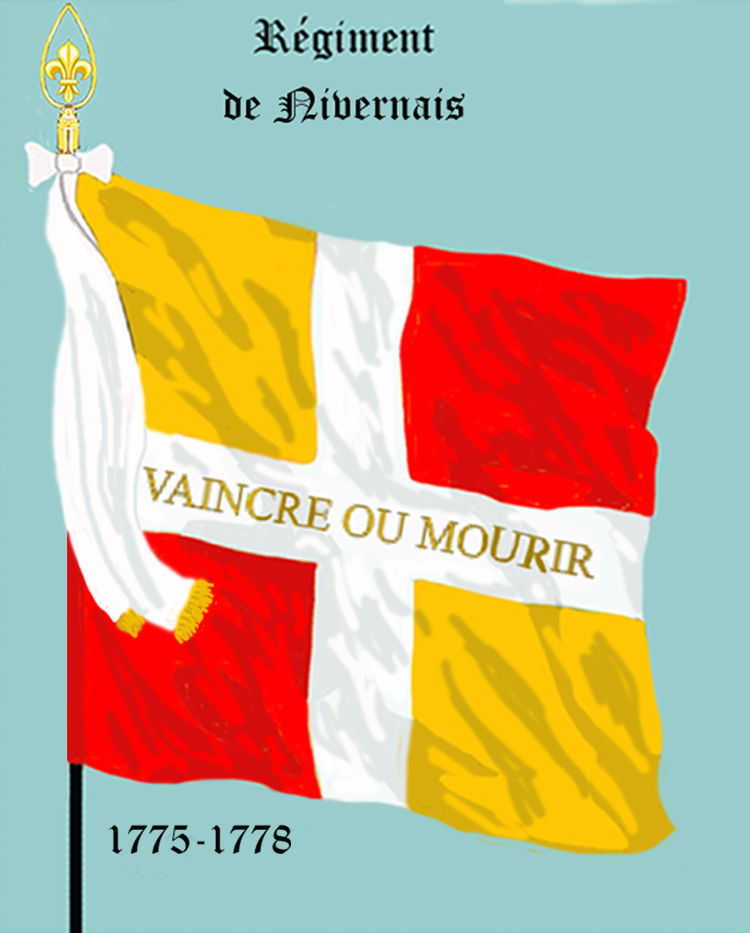
régiment de Nivernois de 1775 à 1778

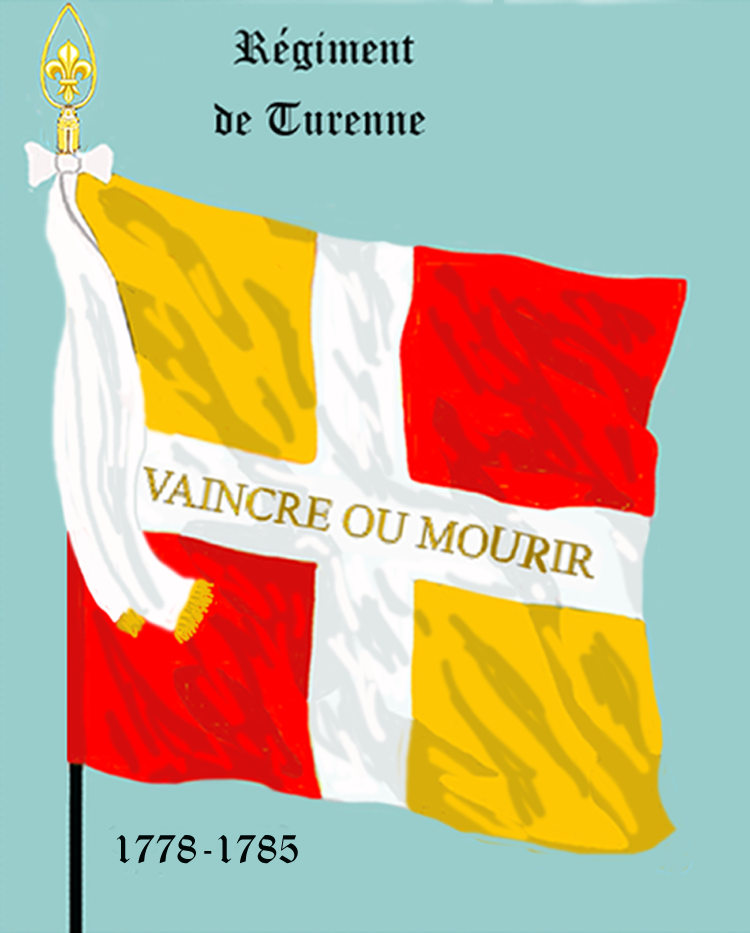
régiment du maréchal de Turenne de 1778 à 1785
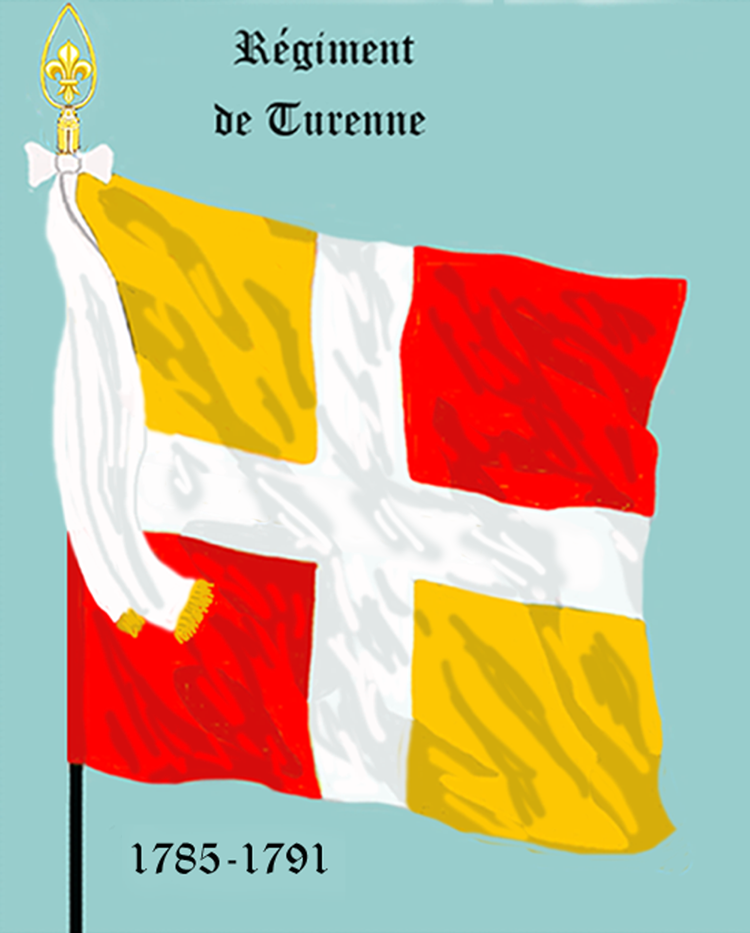
régiment du maréchal de Turenne de 1785 à 1791

### Habillement

Uniformes
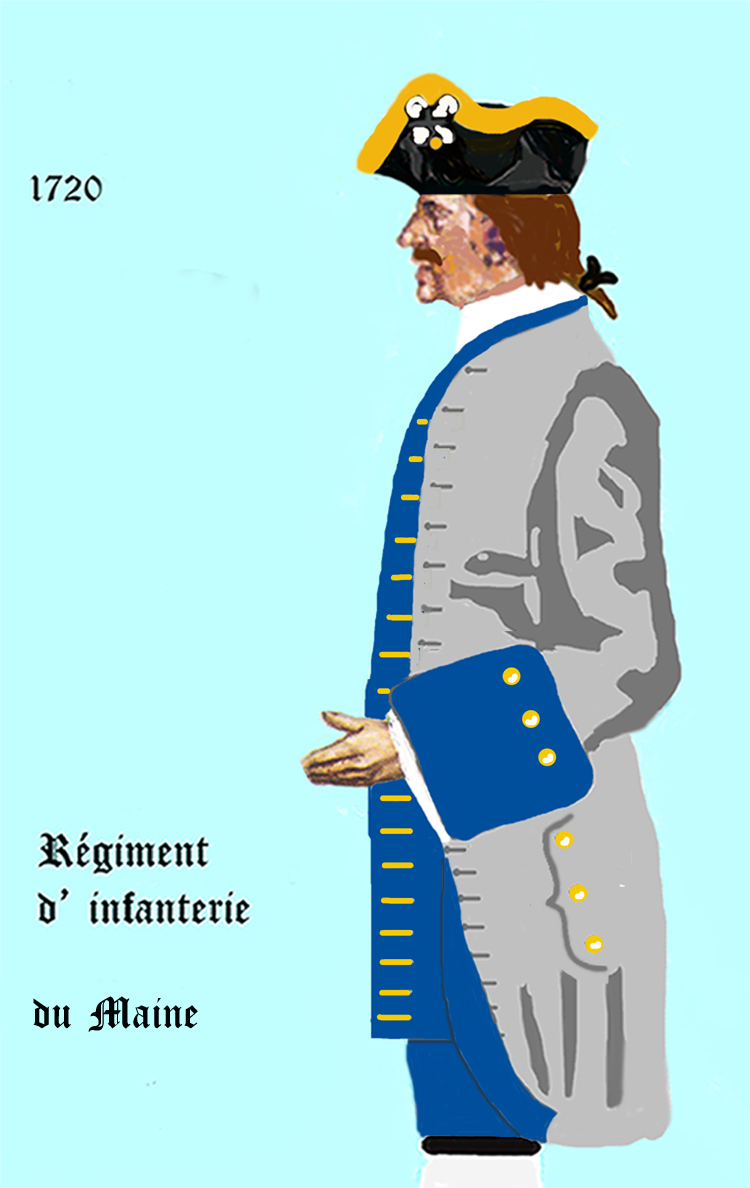
régiment du Maine de 1720 à 1734
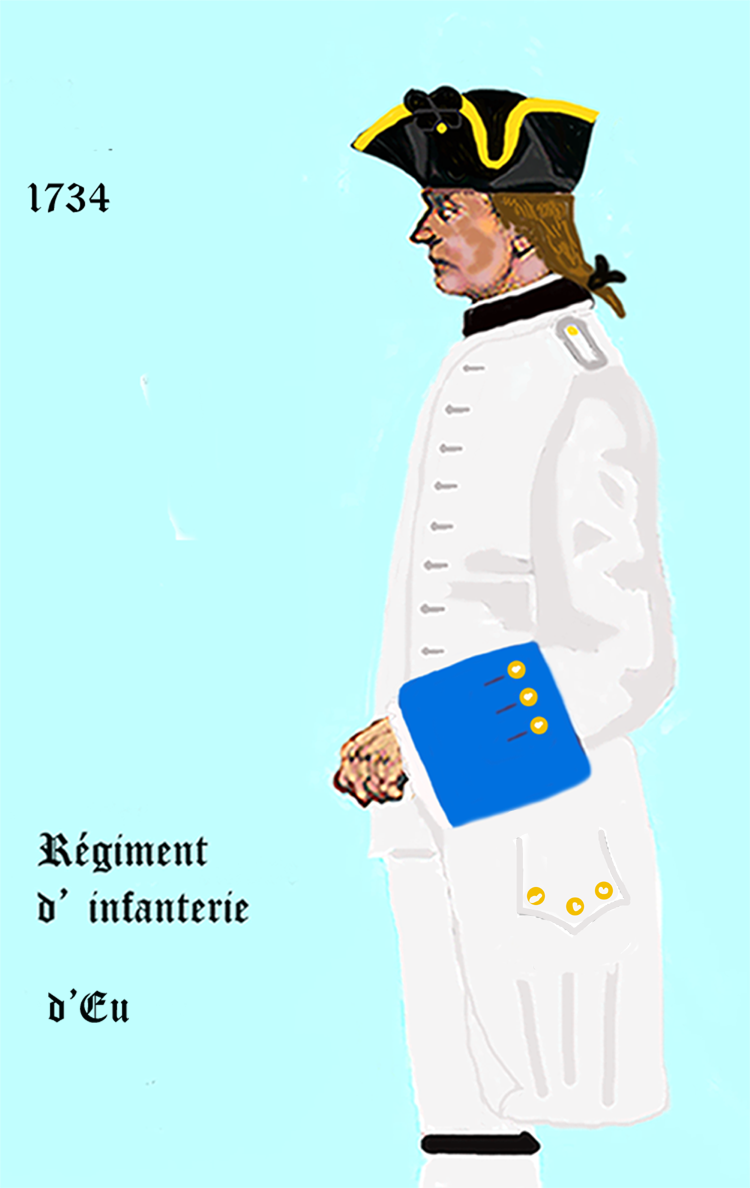
régiment de 1734 à 1757
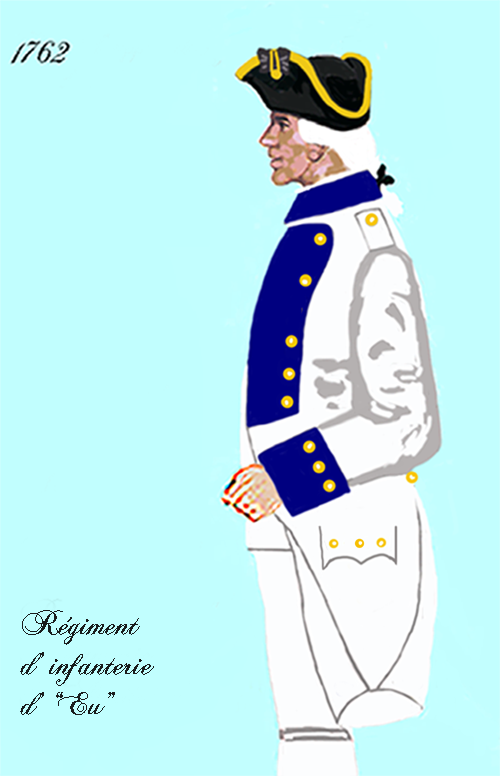
régiment de 1762 à 1776
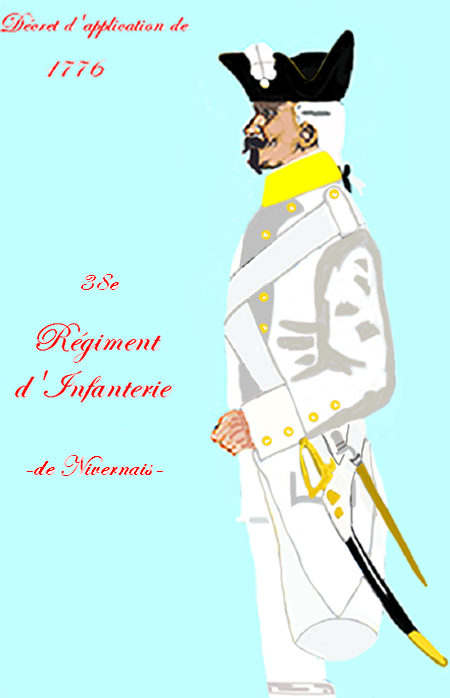
régiment de 1776 à 1779

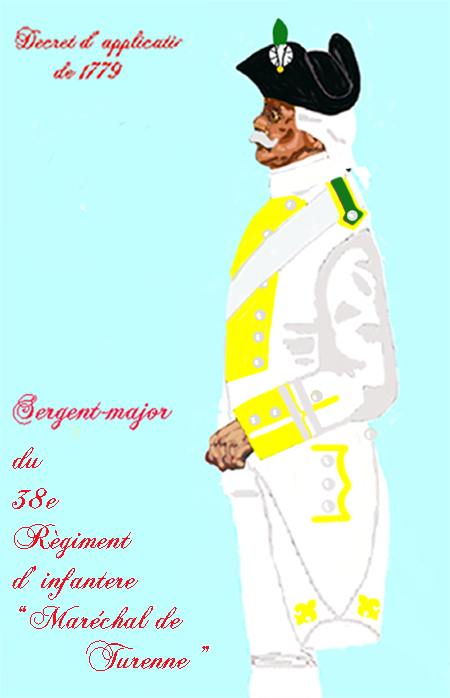
régiment du maréchal de Turenne de 1779 à 1791
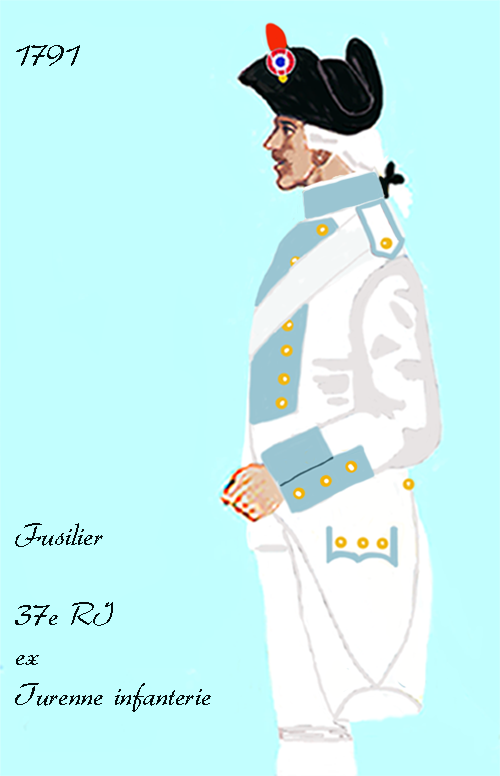
37e régiment d’infanterie de ligne de 1791 à 1792
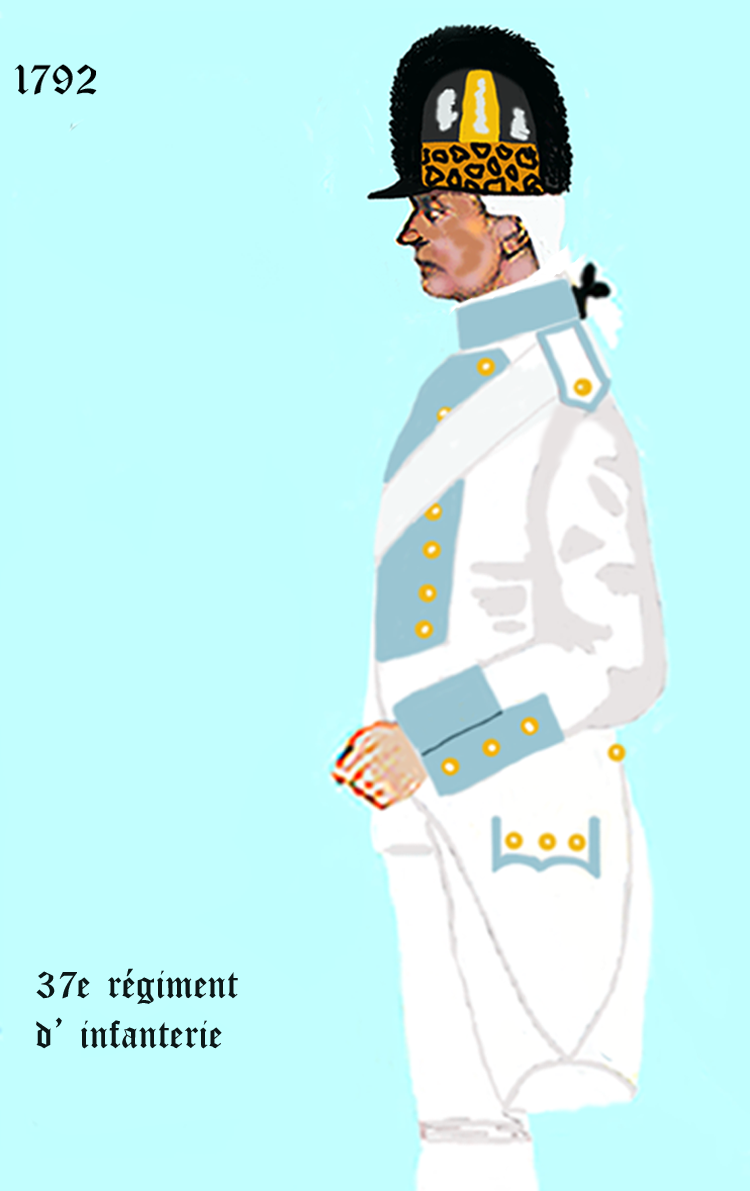
37e régiment d’infanterie de ligne de 1792 à 1796

### Sources et bibliographie
- Jacques de Quincy, Histoire militaire du règne de Louis le Grand, vol. 4, (Paris), 1726, 703 p..
- Lieutenant général de Vault, Mémoires militaires relatifs à la guerre d'Espagne sous Louis XIV, vol. 1, Imprimerie Royale (Paris), 1835, 910 p. (lire en ligne).
- M. Pinard, Chronologie historique-militaire, tome 2, 3, 4 et 8, Paris 1760, 1761, 1761, et 1778
- Colonel de Conchard, État militaire de la France au milieu du XVIIIe siècle. - Les Régiments limousins et leur filiation jusqu'à nos jours, p. 79-84, Bulletin de la Société scientifique historique et archéologique du Périgord, 1919, tome 41 (lire en ligne)
- Louis Susane, Histoire de l'ancienne infanterie française, Volume 4, Paris, 1851, p. 405 à 437